# Антим I Мелнишки
Антим (на гръцки: Άνθιμος) е гръцки духовник, митрополит на Вселенската патриаршия.

## Биография
Вероятно в 1708 година Антим става митрополит на Ганоската и Хорска епархия в Тракия. Остава на поста до 3 септември 1716 година. След това е преместен на катедрата в Мелник. Споменат е като мелнишки митрополит в 1721 година и в 1732 година.